# ゴローズ
ゴローズ（goro's）は日本の宝飾ブランド。高橋吾郎が1956年から1972年にかけて創業した。株式会社ゴローズ（東京都渋谷区神宮前）が所有している。主な取扱品目はシルバーアクセサリー。
創業者がネイティブ・アメリカンの文化に関心を持ち交流を深めた経験から、インディアンジュエリーに関連するモチーフを取り入れている。特にハクトウワシやその羽、トルコ石がよく知られている。

## 概要

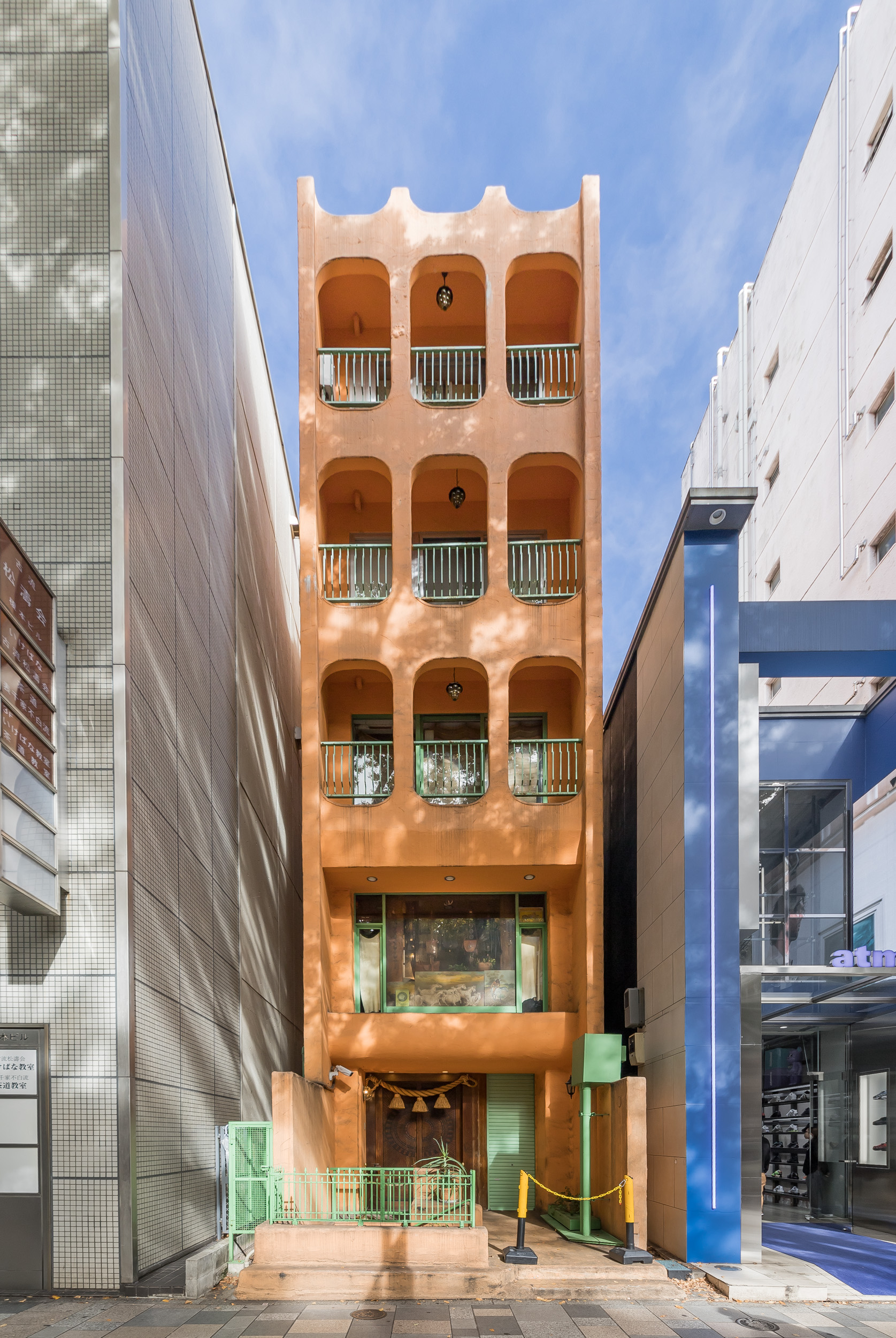
表参道（神宮前）にある「Goro’s Bldg（2階が店舗）」

1956年に高橋吾郎が東京都豊島区駒込にレザークラフトの店として創業し、取扱品目を変化させながら1972年に原宿に出店した。
高橋はアメリカを旅行中にネイティブ・アメリカンからシルバーの彫金を学ぶ機会を得て、それまでのレザークラフトの店でシルバーアクセサリーを製造販売するようになった。このときのネイティブ・アメリカンとの交流で、1979年に高橋は「イエローイーグル」というインディアンネームを受けた。
1990年代前半には制作が間に合わないほど購入希望者が増加した。
愛用している著名人として、木村拓哉や、金子賢が紹介されることがある。

## 販売方法
東京都渋谷区神宮前にあるゴローズビル2階の本店で販売している。販売はこの店舗のみとなっている。
購入者が増えたことで万引き被害や転売に悩まされるようになったため、自由に入店する販売形式を取りやめ、あらかじめ抽選に当選した希望者を順番に接客していく対面販売の方式をとっている。